# إم تي في الألفينيات
إم تي في الألفينيات (بالإنجليزية: MTV 00s) (تُنطق بالإنجليزية باسم إم تي في نوتيز (MTV Noughties) أو إم تي في أوتس (MTV Aughts)) هي قناة تلفزيونية مدفوعة تعرض مقاطع فيديو موسيقية من العقد الأول من القرن الحادي والعشرين. تم بثها في الوضع التجريبي من 29 مايو إلى 22 يونيو 2020 في المملكة المتحدة مؤقتًا باسم إم تي في أو إم جي. تم إطلاقها بشكل دائم في 2 أغسطس 2021، لتحل محل في إتش 1. الفيديو الأول الذي تم عرضه على هذه القناة هو «كانت فايت ذا مونلايت» للمغنية الأمريكية ليان رايمز. في اليوم الأخير من بث في إتش 1، تم بثها مع برامج إم تي في الألفينيات، ولكن في اليوم التالي تم تغيير الشعار والرسومات الخاصة بالقناة.
على عكس البرامج الأخرى المتعلقة بإم تي في (الثمانينيات والتسعينيات)، لا تعرض إم تي في الألفينيات الألبوم الذي تم تضمين الأغنية فيه، لكنها تعرض الأغنية التالية كما يحدث مع قنوات أخرى مثل إم تي في هيتس.

## برامج
- «حنين إلى الماضي بلا توقف» (Non-Stop Nostalgia)
- «منطقة الراحة» (Chillout Zone)
- «'طلاب وطالبات فصل 2000–2009!» (!Class Of 2000–2009)
- «نحن نحب الألفينيات!» (!We Love The 00s)
- «أغاني ضاربة لا تكذب» (Hits Don’t Lie)
- «فنان مقابل فنان» (Artist vs Artist)
- «1-4-2 هيتس!» (!2-4-1 Hits)
- «أناشيد روك آند رول!» (!Rock’N’Roll Anthems)
- «راب وأر'إن'بي جامز» (Rap & R’N’B’ Jamz)
- «مملئين حلبة الرقص!» (!Dancefloor Fillers)
- «ابدأوا الحفلة!» (!Get The Party Started)
- «مجنون في الحب!» (!Crazy In Love)